# Abraham van Beijeren

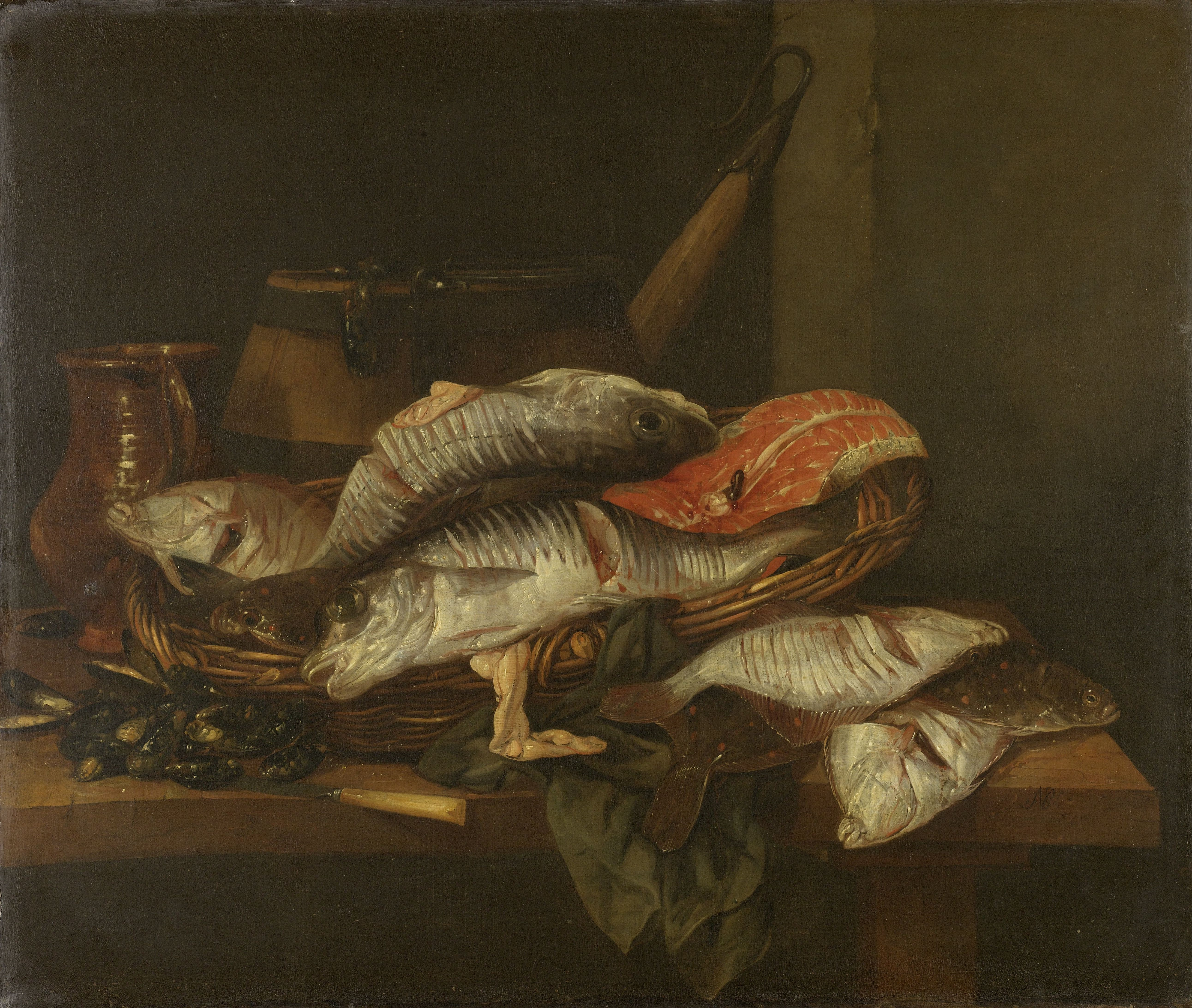
Stilleben med fisk.

Abraham van Beijeren, född 1620 eller 1621 i Haag, död 1690 i Overschie, var en holländsk konstnär.
van Beijeren var troligen lärjunge till sin svåger Pieter de Putter. Han var verksam i Haag 1639–1657, därefter i Delft, Haag, Amsterdam, Alkmaar, Gouda och Overschie. van Beijeren utförde i första hand stilleben och blomstermålningar men även marinmålningar. Mest känd är han för sina dukade frukostbord och glänsande havsfiskar, ett av de mer kända är Fiskhandlerskan på konstakademien i Wien. Tavlor av van Beijeren finns på Nationalmuseum, på Stockholms universitet samt Kunstmuseet i Köpenhamn.